# بیون آندره
بیون آندره یا بیورن آندره (به آلمانی: Björn Andrae) (زاده ۱۴ مه ۱۹۸۱ در برلین) بازیکن والیبال اهل آلمان عضو سابق تیم ملی والیبال آلمان و بازیکن فعلی باشگاه اورال اوفا است.
بیون از ستاره های تیم ملی آلمان محسوب می شد و در بازیهای المپیک تابستانی ۲۰۰۸ و بازیهای المپیک تابستانی ۲۰۱۲ نیز کاپیتانی تیم ملی آلمان را بر عهده داشت. وی در سال های ۲۰۰۴، ۲۰۰۵ و ۲۰۰۶ به عنوان بازیکن والیبال سال آلمان انتخاب شد.